# S/S Styrbjørn
S/S Styrbjørn är ett norskt koleldat ångfartyg och tidigare bogserbåt. Hon byggdes som Styrbjörn vid  Göteborgs Mekaniska Verkstad åt Trafik AB Grängesberg-Oxelösund och levererades 29 juni 1910.
Redan tre dagar efter leveransen var hon på plats i hemmahamnen Narvik för att assistera malmfartygen. I samband med slaget om Narvik sänktes Styrbjörn i hamnen av tyskarna den 14 april 1940, men bärgades i juli samma år och reparerades vid varvet i Harstad. Under resten av kriget seglade hon under tyskt befäl. Styrbjörn, som hade återlämnats till ägarna efter kriget, renoverades vid Götaverken 1950 och återvände till Narvik i augusti året efter.
Den 2 september 1963 såldes hon till Høvding Skipsopphuggning A/S i  Sandnessjøen, som norskflaggade henne och döpte om henne till Atlet. Efter några år lades Atlet upp för att skrotas, men i oktober 1979 övertogs  hon av Norsk Veteranskibsklub för 900 000 kronor för att bli museifartyg och återfick sitt gamla namn, dock med norsk stavning. Klubbens medlemmar har renoverat Styrbjørn under närmare 25 år med bidrag från Riksantikvaren. Hon har kvar sin ursprungliga koleldade ångpanna och ångmaskin och är K-märkt sedan 2002.